# Katzemich
Katzemich ist ein Ortsteil von Steinenbrück in der Stadt Overath im Rheinisch-Bergischen Kreis in Nordrhein-Westfalen, Deutschland.

## Lage und Beschreibung
Katzemich ist über die Olper Straße (Landesstraße 165) zu erreichen, die Steinenbrück mit Heiligenhaus verbindet. In dem verwinkelten Ortsteil finden sich vornehmlich gepflegte moderne Einzelhäuser. Ortschaften in der Nähe sind Großschwamborn, Großlöderich und Kleindresbach. Ferner in der Nähe: ein Golfplatz und die Erddeponie Lüderich, die 2019 geschlossen werden soll. Naturräumlich betrachtet gehört das Gebiet zu den Agger-Sülz-Hochflächen.

## Geschichte
Katzemich wurde erstmals im 13. Jahrhundert als Kazzenbach urkundlich erwähnt, 1470 folgt eine Erwähnung als Katzemich. Das Bestimmungswort Katze leitet sich von der nhd. Bezeichnung für die Tiergattung her und bezieht sich auf den Katzenbach (mich = bich = Bach).
Die Topographia Ducatus Montani des Erich Philipp Ploennies, Blatt Amt Steinbach, belegt, dass der Wohnplatz bereits 1715 zwei Hofstellen besaß, die als Kazemich beschriftet sind. Carl Friedrich von Wiebeking benennt die Hofschaft auf seiner Charte des Herzogthums Berg 1789 als Kesermich. Aus ihr geht hervor, dass der Ort zu dieser Zeit Teil der Honschaft Löderich im Kirchspiel Overath war.
Der Ort ist auf der Topographischen Aufnahme der Rheinlande von 1817 als Kotzemig verzeichnet. Die Preußische Uraufnahme von 1845 zeigt den Wohnplatz unter dem Namen Kalzemich. Ab der Preußischen Neuaufnahme von 1892 ist der Ort auf Messtischblättern regelmäßig als Katzemich verzeichnet.
1822 lebten 14 Menschen im als Hof kategorisierten und als Katzemig bezeichneten Ort, der nach dem Zusammenbruch der napoleonischen Administration und deren Ablösung zur Bürgermeisterei Overath im Kreis Mülheim am Rhein gehörte. Für das Jahr 1830 werden für den als Katzemich bezeichneten Ort 16 Einwohner angegeben. Der 1845 laut der Uebersicht des Regierungs-Bezirks Cöln als Hof kategorisierte Ort besaß zu dieser Zeit drei Wohngebäude mit 25 Einwohnern, alle katholischen Bekenntnisses. Die Gemeinde- und Gutbezirksstatistik der Rheinprovinz führt Katzemich 1871 mit sechs Wohnhäusern und 37 Einwohnern auf. Im Gemeindelexikon für die Provinz Rheinland von 1888 werden für Katzemich sechs Wohnhäuser mit 29 Einwohnern angegeben. 1895 besitzt der Ort sechs Wohnhäuser mit 31 Einwohnern, 1905 werden sechs Wohnhäuser und 42 Einwohner angegeben.

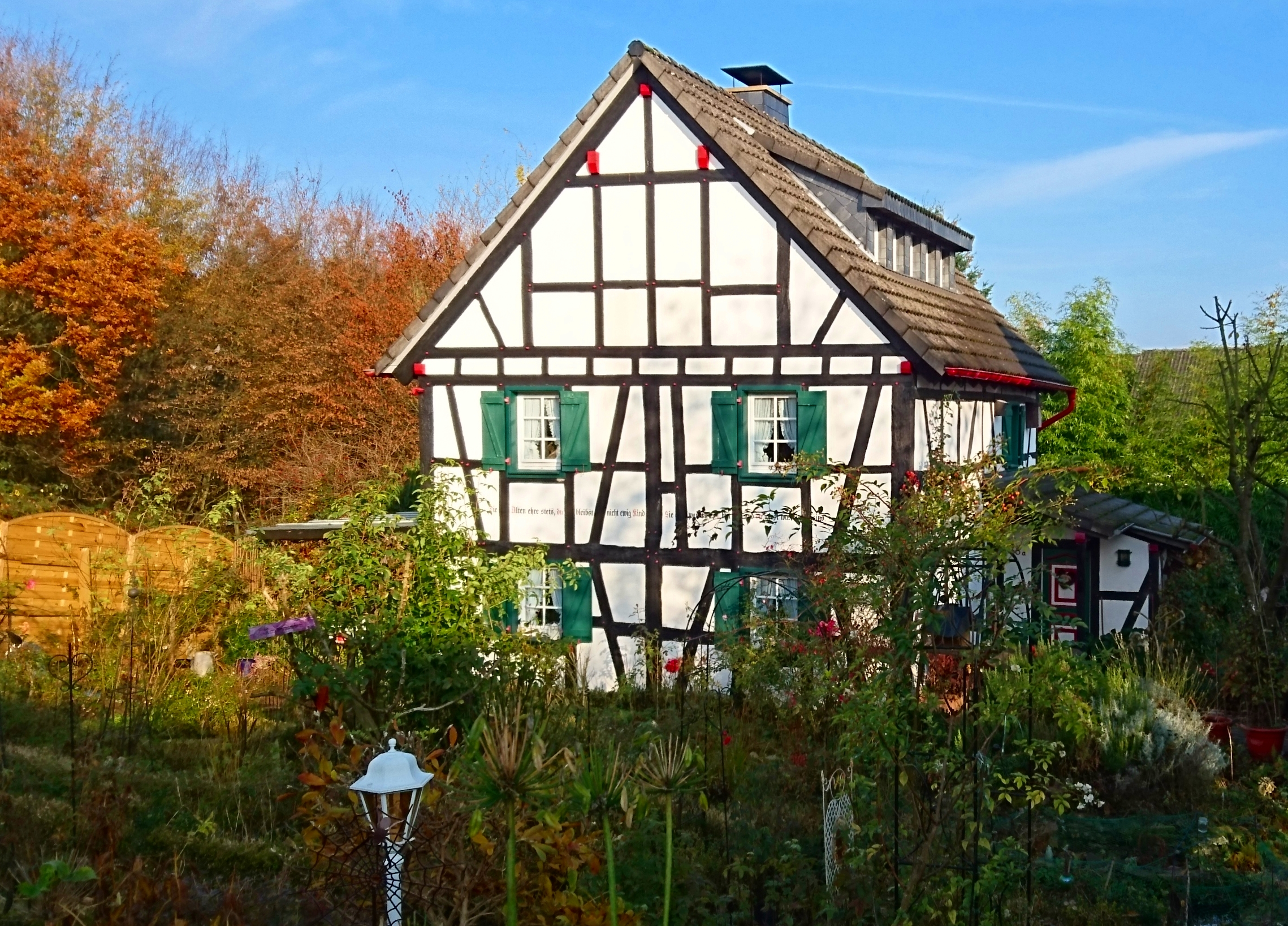
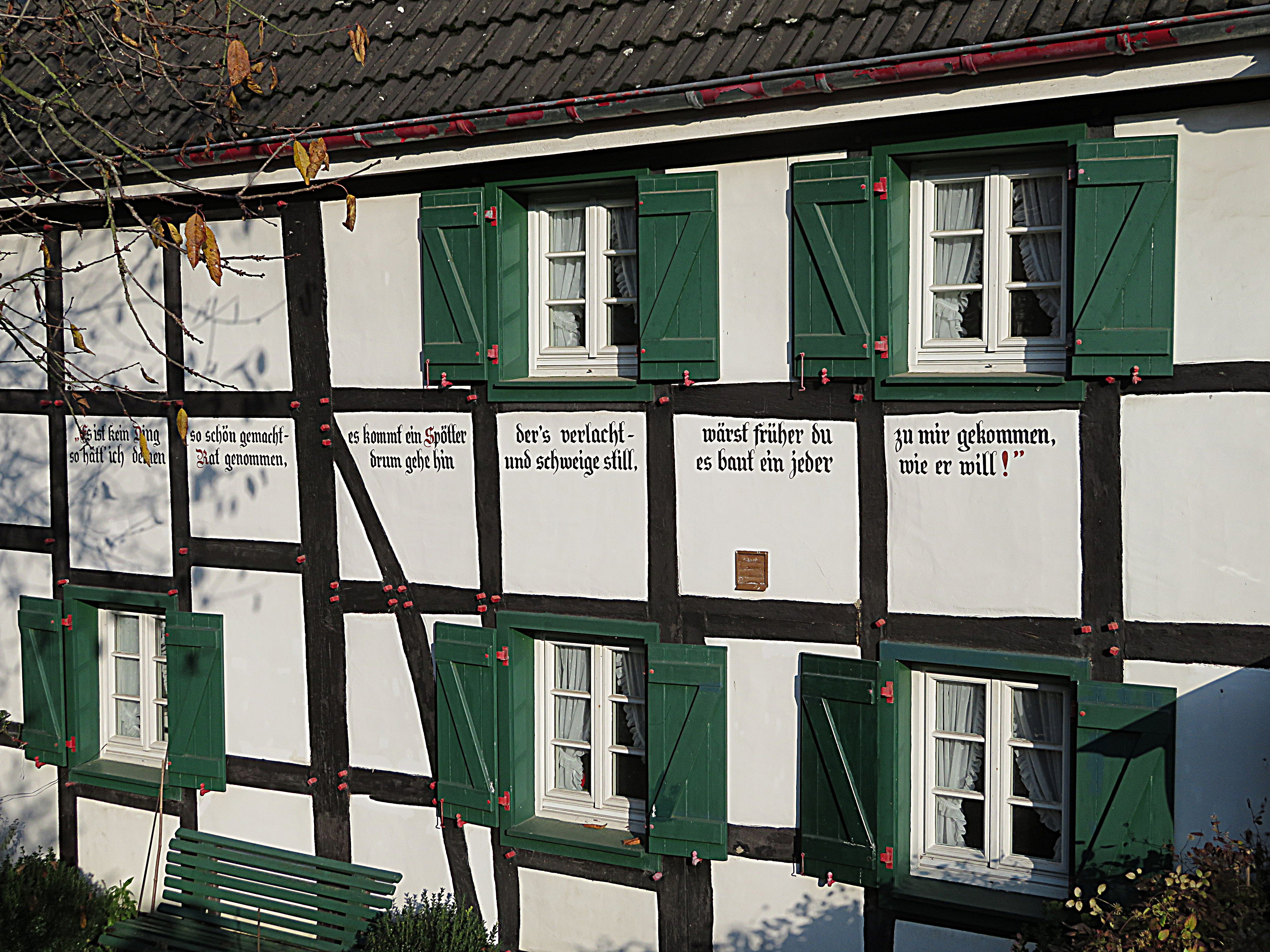
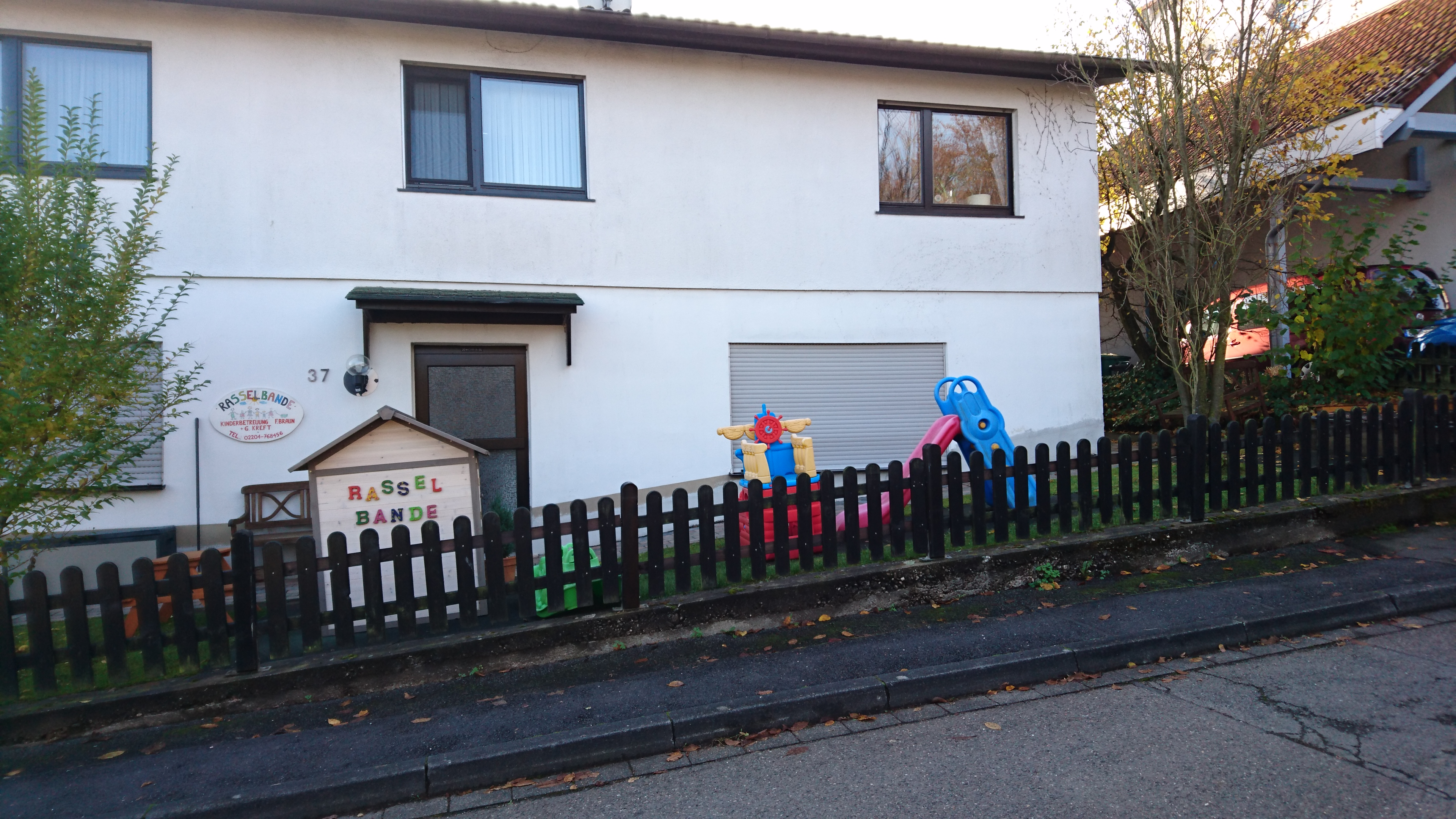
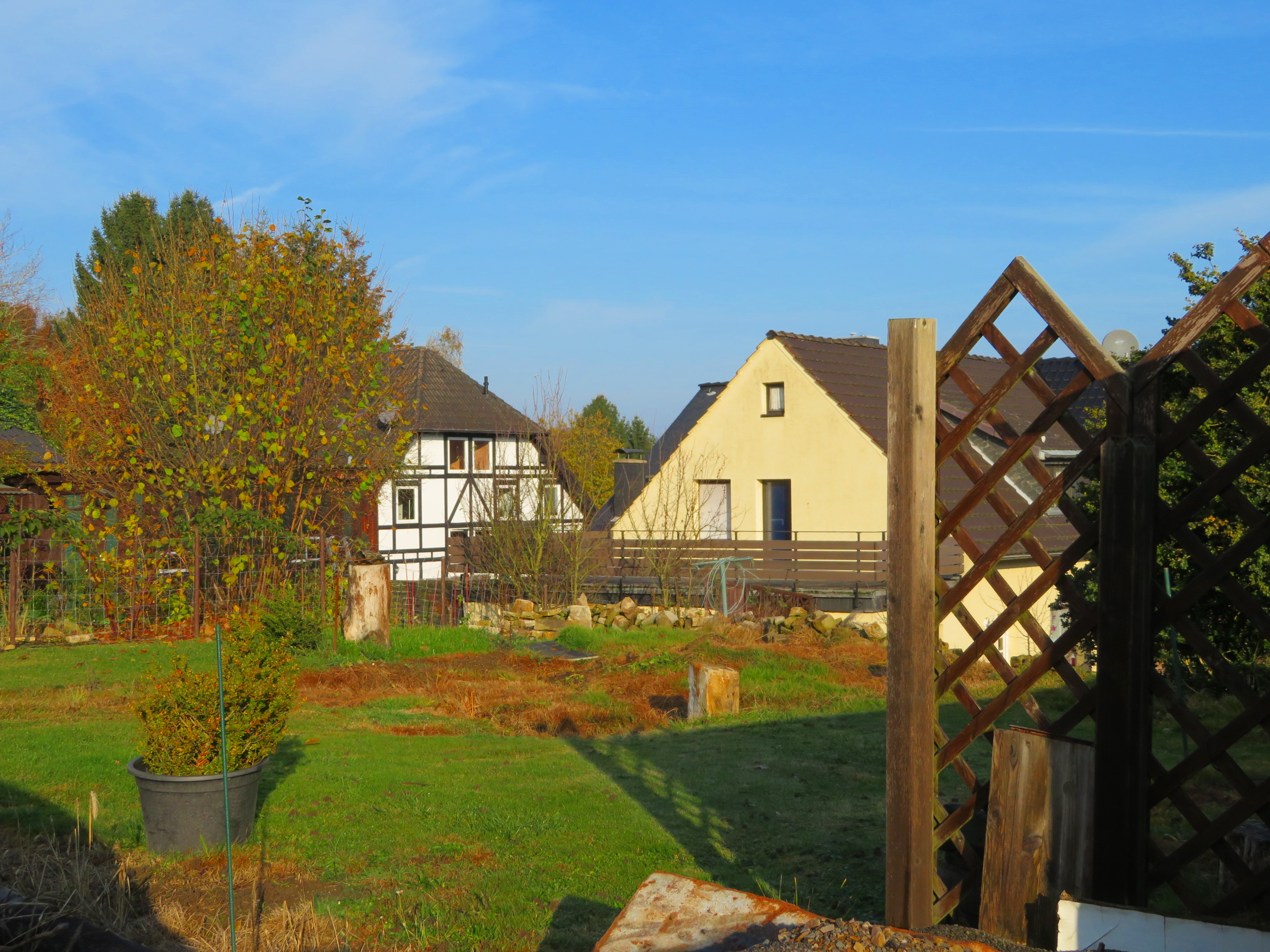